# Circonscription de Gulemikada/Zalanbesa
La circonscription de Gulemikada/Zalanbesa est une des 38 circonscriptions législatives de l'État fédéré du Tigré, elle se situe dans la Zone est. Sa représentante actuelle est Hiwot Hadush Berihe.